# Monty Oum
Monyreak „Monty” Oum (ur. 22 czerwca 1981 w Providence, zm. 1 lutego 2015 w Austin) – amerykański animator, aktor głosowy i scenarzysta. Był jednym z twórców serii RWBY.

## Życiorys
Urodził się w Providence w Rhode Island. Był pochodzenia kambodżańskiego, wietnamskiego, chińskiego i japońskiego. Miał czterech starszych braci i dwie starsze siostry. Jako nastolatek był studentem New Urban Arts, społecznościowego studia artystycznego dla uczniów szkół średnich w Providence. W 2002 porzucił szkołę i zaczął tworzyć rysunki postaci do gier wideo. W styczniu 2007 odkrył w Internecie kilka technik inżynierii wstecznej, które pozwoliły mu wyodrębnić modele z Halo 2, a korzystając z zasobów Super Smash Bros. Melee, stworzył „ostateczne starcie” między Spartanem (Halo) a Samus Aran (Metroid) w Haloid. W latach następujących opublikował wiele podobnych filmów o zmasowanych walkach, w których postacie z serii Final Fantasy walczyły z innymi z serii Dead lub Alive gier walki, pt.: Dead Fantasy. W 2007 został zatrudniony przez Midway Games, a rok później przez Bandai Namco Games. 
Zmarł 1 lutego 2015 w Austin w Teksasie w wieku 33 lat na skutek reakcji alergicznej.

## Filmografia
| Rok       | Tytuł                        | Reżyser | Scenarzysta | Animator | Aktor | Inne funkcje                 |
| --------- | ---------------------------- | ------- | ----------- | -------- | ----- | ---------------------------- |
| 2007      | Haloid                       | T       | T           | T        |       | efekty wizualne              |
| 2007-2009 | Dead Fantasy                 | T       | T           | T        |       | kreator                      |
| 2009      | Afro Samurai                 |         |             |          |       | dodatkowy projektant         |
| 2010-2012 | Red vs. Blue                 | T       | T           | T        |       | autor zdjęć filmowych        |
| 2010-2014 | Immersion                    |         |             |          | T     |                              |
| 2013      | Internet Box Panel, RTX 2013 |         |             |          | T     | dostawca P. F. Chang's       |
| 2013-2015 | RWBY                         | T       | T           | T        | T     | twórca, głos Ren (cz. 1 i 2) |